# Harry E. Ahles
Harry E. Ahles (Nueva York, 28 de octubre de 1924-Amherst, 21 de marzo de 1981) fue un profesor, taxónomo, botánico, y curador estadounidense.
Ahles fue de los últimos botánicos en ganar su posición a través del conocimiento puro de las plantas en lugar de a través del sistema habitual de avance académico. Así ganó su primer cargo profesional de curador del herbario de la Universidad de Illinois, con sólo un diploma de escuela media (y recientemente adquirido).
Más tarde siguió a Ritchie Bell a Carolina del Norte para estudiar la flora del estado, convirtiéndose en el conservador del herbario de la Universidad de Carolina del Norte en Chapel Hill en 1956. Albert E. Radford, Ahles, y Bell publicaron el Manual de la flora Vascular de las Carolinas en 1968 como resultado de esas investigaciones. Ahles dejó Chapel Hill en 1966, debido, en parte, a su disgusto por la instalación de aire acondicionado en el herbario. Y tomó una posición en la Universidad de Massachusetts Amherst.
Ahles recogió más de 200.000 ejemplares, mientras en Chapel Hill, y fue igualmente activo en Amherst, donde construyó una cabaña de madera en su residencia, en la cima de la montaña Horse. Murió en 1981.

## Obra
- 2010. Manual of the Vascular Flora of the Carolinas. Con Albert E. Radford, C. Ritchie Bell. Ed. Univ of North Carolina Press, 1245 p. ISBN 0807898848, ISBN 9780807898840[5]
- 2007. Flora of the Northeast: A Manual of the Vascular Flora of New England and Adjacent New York]. Con Dennis W. Magee. Ed. ilustrada, revisada de Univ of Massachusetts Press, 1214 p. ISBN 1558495770, ISBN 9781558495777[6]
- 1965. Atlas of the Vascular Flora of the Carolinas. Tech. Bul 165. Con C. Ritchie Bell. Ed. North Carolina Agric. Experiment Sta. 208 p.